# Aymen Tahar
Aymen Tahar (sinh ngày 2 tháng 10 năm 1989) là một cầu thủ bóng đá người Algérie.

## Sự nghiệp câu lạc bộ
Aymen Tahar đã từng chơi cho Sagan Tosu.